# Antonio Rodríguez Luna
Antonio Rodríguez Luna (Montoro, 22 de junio de 1910-Córdoba, 12 de septiembre de 1985) fue un pintor español, exiliado durante 46 años en México. Parte de su obra se enmarca en la escuela española del expresionismo crítico social.

## Cronología
- 1910: nace en el seno de una familia humilde.
- 1923: se traslada a Sevilla para entrar en el taller del dibujante Juan Lafitta. En esa capital toma contacto con el movimiento ultraísta, muy influyente en sus ámbitos literarios a través de la revista "Grecia".
- 1927: llega a Madrid; alumno libre de Julio Romero de Torres en San Fernando y, con su amigo Navarro Ramón, aprendices en el taller de Timoteo Pérez Rubio.
- 1928: contacta con los miembros de la Sociedad de Artistas Ibéricos en el madrileño café del "Lyon d'Or", y más tarde participa en la Escuela de Vallecas.
- 1930: participa en el Segundo Salón de artistas independientes que promueve el periódico El Heraldo de Madrid.
- 1931: expone en la colectiva del Lyceum Club y , en noviembre, en la Primera Exposición de la Federación de las Artes, el núcleo básico de lo que sería la AGAP (Agrupación gremial de artistas plásticos).
  - Toma parte en el proyecto de las Misiones Pedagógicas como vocal del Patronato creado por Manuel Bartolomé Cossío.[1]
- 1933:  
  - El 12 de marzo se inaugura su exposición individual en él, entonces Museo Nacional de Arte Moderno de Madrid (que compró su obra "Pájaros en el melonar" y hoy puede verse en el Museo Nacional Centro de Arte Reina Sofía).
  - Ese mismo año ha hecho amistad con el recién llegado Joaquín Torres García, al que ayudará en el montaje de la muestra del Grupo de Arte Constructivo (que tendía lugar al año siguiente en Madrid).
  - Se traslada a Cataluña, al ganar plaza de profesor de dibujo en el Instituto de Bachillerato de Mataró.
  - Se convierte en uno de los responsables de la revista Octubre, recién creada por Rafael Alberti y María Teresa León[2] y participa en la Primera Exposición de Arte Revolucionario, celebrada en diciembre (1933) en el Ateneo de Madrid. En este periodo su obra se encuentra inmersa en parámetros surrealistas dentro de la estética de la Escuela de Vallecas.
- 1937: militante comunista, durante la contienda ilustra varias revistas obreras, entre ellas "Mono Azul". Participa en la "Exposición Internacional de París" con el cuadro "Otra víctima inocente", (en paradero desconocido). Ese año publica en Valencia, en la Editorial Nueva Cultura, el álbum titulado Dieciséis dibujos de guerra; en ellos se plasma lo más horrible de la condición humana, mediante una estética de expresionismo radical y fruto de sus vivencias durante la guerra civil española.
- 1939: al caer el frente de Cataluña, cruza la frontera en los primeros días de febrero; su mujer, Teresa de Serna, y el niño nacido en Mataró se quedan en Barcelona de donde pueden salir en el último momento gracias a la protección de la Alianza de Intelectuales Antifascistas. Prisionero del espectante Gobierno francés en los arenales de las playas mediterráneas de Argelès-sur-Mer y Saint-Cyprien, Rodríguez Luna, saldría de aquel infierno tras cuarenta días, gracias a la gestión de Picasso y Joan Miró, pudiendo llegar a París. En mayo de ese 1939 el pintor cordobés sale hacia México (invitado por el Presidente Cárdenas junto con otros 30.000 españoles, entre los que había una brillante nómina de intelectuales y artistas de todas las ramas).[3] Nada más llegar a la capital mexicana, Antonio y los mencionados Prieto y Renau, serán invitados por David Alfaro Siqueiros a ayudarle en la realización del grandioso mural del sindicato de los Electricistas de México. De mayo a diciembre de 1940 el Patronato de la Casa de España en México le concedió una beca, ese mismo año, dicha institución le publicó Diez Aguafuertes,  con introducción de Luis Cardoza y Aragón.[4]
- 1941: una beca de la Fundación Guggenheim,[5] le lleva a Nueva York, donde premanecerá dos años, llegando a exponer en el Museo Nacional de Washington.
- 1943: regresa a México y es nombardo profesor de la Escuela Nacional de Artes Plásticas (ENAP).
- 1944: comienza a ilustrar libros. Así, las ediciones de «Morir por cerrar los ojos» (1944), de Max Aub; «La bestia humana», de Zola, en la edición de 1945 de la editorial Leyenda; «Elegía rota para un himno: En la muerte de Julián Grimau» (1963), de Rejano; «El ciervo» (1958), de León Felipe o «Primavera en Eaton Hastings», de Pedro Garfias.[6]
- 1956: llevaba ya 20 años viviendo y trabajando en México cuando aquel año se le dedicó una exposición retrospectiva de homenaje en el Salón Nacional del Museo de Arte Moderno, en el que se expusieron un centenar de cuadros.
- 1960, en esta década recupera su faceta de ilustrador acompañando trabajos de Juan Rejano para las revistas "Ultramar" y "Litoral".
- 1965: Exposición individual en la Galería de Arte Mexicano.
- 1976: regresa por primera vez a España para realizar una exposición en la Galería Juana Mordó de Madrid.
- 1980: gran exposición individual del artista en el Museo de Arte Moderno de México.
- 1981: inicia contactos con su ciudad natal para instalar un museo al que donaría gran parte de su obra, y que se inauguró un año después, en la ermita dieciochesca de San Jacinto. Con tal motivo será nombrado Hijo Predilecto de Montoro y se le concede la Medalla de Oro de la ciudad.
- 1985: regresa definitivamente a su pueblo natal en mayo de ese año, acompañado de su hijo Daniel, (que fallecería también al poco de llegar), muriendo en la capital cordobesa cuatro meses después.

## Citas y Referencias
1. ↑  «Rafael Giménez Siles». Ficha en Misiones Pedagógicas (csic.es). Consultado el 22 de marzo de 2017.
2. ↑  Semblanza en el Centro Virtual Cervantes
3. ↑  El nombre de Antonio Rodríguez Luna figuraría expresamente en la invitación por sugerencia y reclamación de Fernando Gamboa, director del entonces Museo de Arte Moderno de México, y por la selección artística de Picasso y Miró junto a Miguel Prieto y a Josep Renau. Archivado el 6 de marzo de 2016 en Wayback Machine.
4. ↑  Soler, Martí (2015). La casa del éxodo : los exiliados y su obra en la casa de España y el Colegio de México (Segunda corregida y aumentada edición). pp. 90-91. ISBN 978-607-628-059-1. OCLC 1107990774. Consultado el 4 de junio de 2021.
5. ↑  que obtiene junto al escritor aragonés Ramón J. Sender, también exiliado en México.
6. ↑  Semblanza de Eva Díaz Pérez, publicada en El Mundo el 5 de marzo de 2007 Archivado el 1 de marzo de 2010 en Wayback Machine.

Sus primeras obras se enmarcan en la corriente surrealista, aunque luego evoluciona hacia el expresionismo, pero siempre impregnado de ternura, mostrando especial inclinación por los juegos de blanco y negro; su temática se centra generalmente en lo social, prefiriendo las figuras menos dotadas por la naturaleza; a partir de la guerra civil, su obra adquiere fuertes tintes políticos. También le interesaron los temas de animales, especialmente el toro, el bodegón y los interiores, tratados con gran lirismo (Alberto Villar Movellán, miembro del consejo de dirección de la obra «Los Andaluces del siglo XX» Córdoba, 1995, col. Arca del Ateneo) y redactor, con María Teresa Dabrio González, de la sección de Arte).

Pintó el cuadro "Bombardeo de Colmenar Viejo" que es conocido como el "Guernica" madrileño por semejanza con el famoso cuadro de Picasso, fue pintado para la Exposición Universal de París de 1937,actualmente está en el Museo Reina Sofía.